# N.n. (Film)
n.n. ist ein deutscher animierter Kurzfilm von Michel Klöfkorn aus dem Jahr 2009. In Deutschland feierte der Film am 2. Mai 2009 bei den Internationalen Kurzfilmtagen in Oberhausen Weltpremiere.

## Handlung
Ein riesiger Schwarm Drahtvorrichtungen in Form von Ameisen streifen zerstörerisch durch das Land.

## Kritiken
„‚n.n.‘ nimmt Elemente einer technoiden Kulturlandschaft und animiert sie als belustigend-beängstigendes Bewegungsschauspiel – als anschwellenden Schwarm ameisenhafter Wesen, der die Versatzstücke der Zivilisation lustvoll zerschreddert. Ruhe findet die Welt erst im menschenleeren ewigen Eis.“

## Auszeichnungen
- 2009: Preis für den besten Beitrag des Deutschen Wettbewerbs (ex aequo) bei den Internationalen Kurzfilmtagen Oberhausen[1]